# Theridula swatiae
Theridula swatiae là một loài nhện trong họ Theridiidae.
Loài này thuộc chi Theridula. Theridula swatiae được miêu tả năm 1997 bởi Biswamoy Biswas, Subhendu Sekhar Saha & Raychaydhuri.